# Catharosia frontalis
Catharosia frontalis là một loài ruồi trong họ Tachinidae.